# Abu-l-Maali ibn Hussayn
Abu-l-Maali ibn Hussayn fou emir de la Batiha de la dinastia Banu Xahin. Era fill de Hussayn ibn Imran.
L'emir Abu-l-Fàraj ibn Imran fou assassinat en un cop d'estat del hàjib Muzaffar ibn Ali antic general d'Imran ibn Xahin, el 983 o el 984. Muzaffar va posar al tron a Abu-l-Maali, fill de Hussayn, que era menor d'edat, i va assolir la regència. La situació no va durar gaire temps i vers el 985, presentant un fals diploma d'investidura de Samsam-ad-Dawla, el sultà buwàyhida de l'Iran (983-987) i sobirà nominal de la Batiha, es va erigir en emir de propi dret.